# Aserbaidschanische Ashiq-Kunst

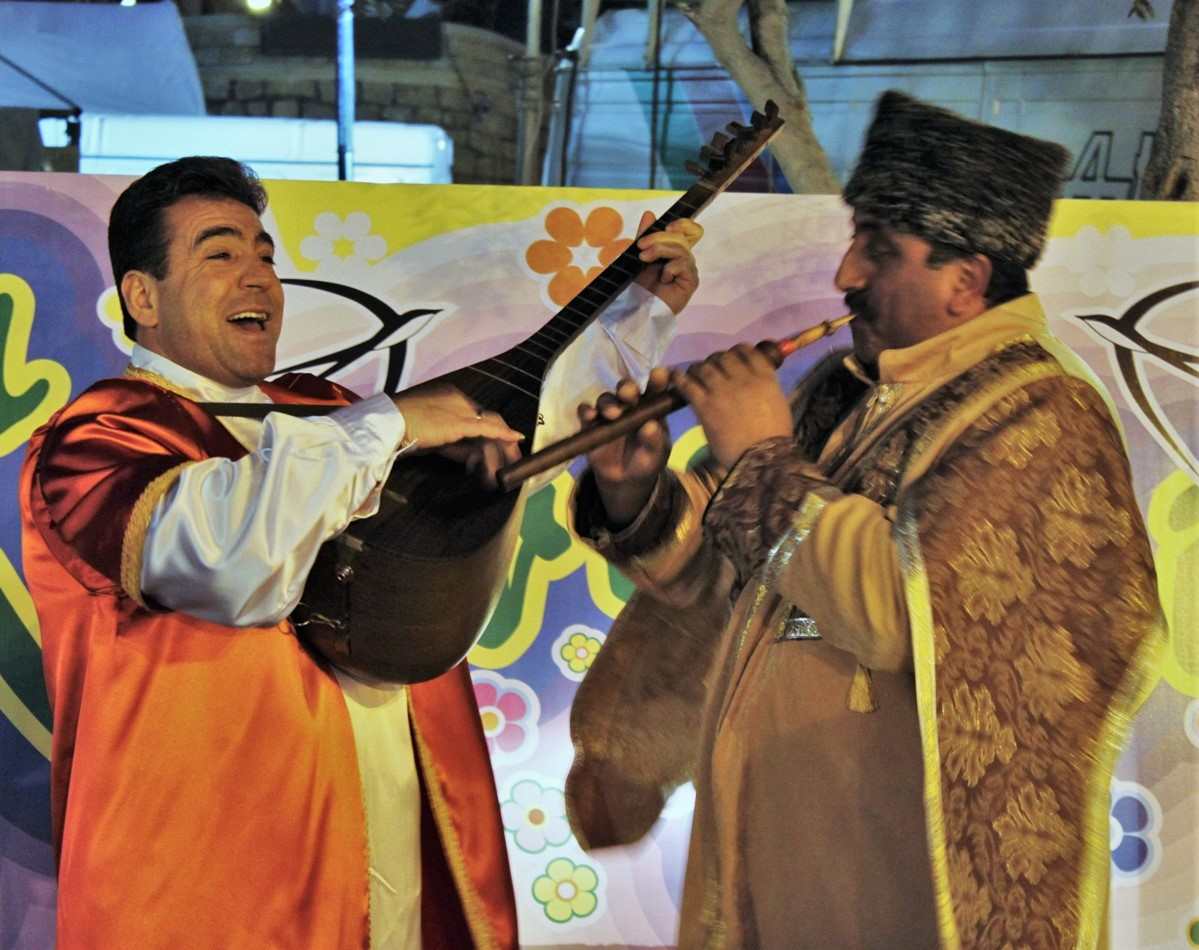
Aserbaidschanische Ashiqs

Die Kunst der aserbaidschanischen Ashiqs gilt als ein Symbol der aserbaidschanischen Kultur und verbindet Dichtung, Erzählkunst, Tanz und stimmliche und instrumentale Musik in traditioneller Weise.
Die Ashiqs sind Bühnenkünstler, die sich meist selbst auf der Saz, einem Saiteninstrument, begleiten. Sie können auf ein klassisches Repertoire von hunderten Liedern, literarischen Zusammenstellungen von Dāstān-Erzählungen, fast 2.000 Gedichten in verschiedenen traditionellen poetischen Formen und auf zahlreiche Geschichten zurückgreifen und treten auf Festen aller Art sowie in Radio und Fernsehen auf.
In manchen Regionen werden auch andere Musikinstrumente verwendet, jedoch vereinigen Sprache und künstlerische Geschichte alle Formen. Die Ashiqs werden als ein Symbol der nationalen Identität und Bewahrer der aserbaidschanischen Sprache, Literatur und Musik betrachtet.
Seit 2009 ist die Kunst der aserbaidschanischen Ashiqs auf der Repräsentativen Liste des immateriellen Kulturerbes der Menschheit der UNESCO vertreten.
Das Repertoire der aserbaidschanischen Aschugen besteht aus mehreren Dutzend klassischen Melodien, die mit poetischen Texten kombiniert werden. Diese werden in den Genres Ker-oghlu (heroisch), Aschig-Garib (lyrisch) sowie als Loblieder vorgetragen. Besonders faszinierend sind die Wettbewerbslieder, bei denen in der Regel zwei oder drei Aschug-Dichter miteinander wetteifern.